# Поати, Морган
Морга́н Поати́ (фр. Morgan Poaty; 15 июля 1997 года, Франция) — французский и конголезский футболист, защитник бельгийского клуб «Серен» и сборной Конго.

## Клубная карьера
Поати является воспитанником французского клуба «Монпелье». C 2014 года выступает за вторую команду. 13 сентября 2014 года он дебютировал за неё в поединке против второй команды «Монако».
21 сентября 2016 года дебютировал в Лиге 1 в поединке против «Лиона», выйдя в стартовом составе и будучи удалённым с поле в своей первой игре уже на 8-й минуте встречи.